# Steve Brown (curler)
Steve Brown (ur. 22 listopada 1946 w Galesville) – amerykański curler i trener, mistrz świata seniorów i dwukrotny brązowy medalista mistrzostw świata. Jest mężem Diane, ojcem Eriki i Craiga.
Brown w curling zaczął grać w 1960. Trzykrotnie wygrywał rywalizację krajową i reprezentował Stany Zjednoczone na mistrzostwach świata. Na niższych stopniach podium w mistrzostwach kraju stawał aż 10-krotnie, 5 razy zdobywał srebrne medale i 5 razy brązowe.
Pierwszy raz grał w barwach kraju na Mistrzostwach Świata 1982. Jego drużyna z bilansem 4 wygranych i 5 porażek uplasowała się na dalekim 9. miejscu wyprzedzając jedynie Francuzów. Po czterech latach Brown jako skip ponownie rywalizował o tytuł mistrza świata. Amerykanie po rozegraniu meczu barażowego ze Szwajcarią (Jürg Tanner) zakwalifikowali się do fazy play-off. W półfinale zespół z Wisconsin przegrał 1:3 ze Szkotami (David Smith) jednak ostateczne wywalczył brązowe medale pokonując 7:2 w małym finale Szwedów (Stefan Hasselborg). Przegrywając w półfinale ze Szkocją (David Smith) Steve Brown powtórzył taki sam wynik na zawodach w 1991.
W latach późniejszych Brown wystąpił w zawodach WCF jeszcze trzykrotnie, jako rezerwowy i nie brał udziału w żadnym z meczów. W 2000 drużyna jego syna Craiga wygrała mistrzostwa kraju i ojciec był rezerwowym na MŚ 2000. Jako rezerwowy w zespole Lary’ego Johnsona w 2002 i w 2004 w drużynie George’a Godfreya wygrał mistrzostwa Stanów Zjednoczonych seniorów. Na mistrzostwach świata w tych latach Amerykanie zdobyli złote i srebrne medale.
Steve Brown brał udział także w rywalizacji mikstów, w latach 1984 i 1988 wygrał mistrzostwa kraju.
Obecnie Brown jest trenerem wózkarskiego zespołu Augusto Pereza, który wystąpił na zimowych igrzyskach paraolimpijskich w latach 2006 i 2010. Jako trener Brown doprowadził m.in. zespoły kobiece do srebrnych medali na MŚ 1992 i 1999.

## Drużyna
|           | Czwarty     | Trzeci        | Drugi           | Otwierający    |
| --------- | ----------- | ------------- | --------------- | -------------- |
| 1990/1991 | Steve Brown | Paul Pustovar | George Godfrey  | Wally Henry    |
| 1985/1986 | Steve Brown | Wally Henry   | George Godfrey  | Richard Maskel |
| 1981/1982 | Steve Brown | Ed Sheffield  | Huns Gustrowsky | George Godfrey |

|           | Czwarty/-a  | Trzeci/-a        | Drugi/-a         | Otwierający/-a     |
| --------- | ----------- | ---------------- | ---------------- | ------------------ |
| 1987/1988 | Steve Brown | Lisa Schoeneberg | Paul Schaefer    | Bonnie Mansfield   |
| 1983/1984 | Steve Brown | Diane Brown      | Vince Fitzgerald | Georgia Fitzgerald |